# Moza
Moza (em hebraico Mó-zah) era uma antiga cidade bíblica israelita situada no território de Benjamin ao noroeste distante sete quilômetros de Jerusalém. Acredita-se que a cidade ficava na aldeia de Qalunyah (Mevasseret Ziyyon). Em Jericó e Tell en-Nasbeh foram encontradas asas de jarro que continham o nome Moza.